# Triplemanía XXX
Triplemanía XXX (2022) är den trettionde upplagan av det mexikanska fribrottningsförbundet Lucha Libre AAA Worldwides årliga årsdagsevenemang Triplemanía. 2022 är det första året Triplemanía delas upp i tre olika evenemang, vilket gjordes särskilt för 30-årsjubileet. Det första genomfördes den 20 april i Tijuana,  det andra den 30 juni i Monterrey och huvudevenemanget avgörs den 15 oktober 2022 i Mexico City.
Samtliga evenemang sändes via Pay-per-view internationellt. 